# جيروم برونر
جيروم س. برونر (بالإنجليزية: Jerome Bruner)‏ (مواليد 1 أكتوبر 1915 - 5 يونيو 2016) عالم نفس أمريكي ساهم في تطوير علم النفس المعرفي ونظرية التعليم المعرفية في مجال علم النفس التربوي والفلسفة التربوية. وتعتمد مبادئ برونر على التصنيف:
| ” | "أن تدرك يعني أن تصنّف، أن تتصوّر يعني أن تصنّف، أن تتعلّم يعني أن تنشئ تصنيفات، أن تتّخذ قرارا يعني أن تصنّف." | “ |

يعلن بونر أن الأشخاص يفسّرون العالم بحسب أوجه الشبه والاختلاف. مثل علم تصنيف بلوم، فإن برونر يقترح منظومة من التشفير ينشئ فيها الأشخاص ترتيبا هرميا بتصنيفات ذات علاقة. كل درجة متعاقبة أعلى من التصنيف تصبح أكثر تحديدا، مما يذكّر بمفهوم بنجامين بلوم لاكتساب المعرفة بالإضافة إلى نظرية السقالات.
بالإضافة إلى ذلك قام بادعاء وجود نمطين أوليين من التفكير: النمط السردي والنمط النموذجي.
- في التفكير السردي يقوم الدماغ بتفكير تسلسلي، مرتكز على الفعل ومدفوعة بالتفصيلات (بالإنجليزية: detail-driven)‏.
- في النمط النموذجي فإن الدماغ يتجاوز الجزئيات ليحقق معرفة نظامية وتصنيفية. في الحالة الأولى، يأخذ التفكير شكل القصص و«دراما مشوقة». في الحالة الأخيرة، فإن التفكير يأخذ مبنى فرضيات (بالإنجليزية: propositions)‏ مربوطة بعمليات منطقية.

في بحثه حول تطور الأطفال (1966)، اقترح برونر ثلاثة أنماط من التمثيل:
- enactive representation (مرتكز على الفعل)
- التمثيل الأيقوني (مرتكز على الصورة)
- التمثيل الرمزي (مرتكز على اللغة).

هذه الأنماط ليست مرتبة بتدرج واضح المعالم بل متداخلة ويمكن «ترجمتها» من نمط لآخر.

## التعليم والحياة المبكرة
وُلِد برونر أعمى (بسبب الساد) في الأول من أكتوبر عام 1915 في مدينة نيويورك، لأبوين هما هيرمان وروز برونر، وهما من المهاجرين اليهود البولنديين. وأعادت له عملية جراحية بصره في سن الثانية. حصل على شهادة بكالوريوس الآداب في علم النفس في عام 1937 من جامعة ديوك، ثم حصل على شهادة الماجستير في علم النفس في عام 1939 ثم شهادة الدكتوراه في علم النفس في عام 1941 من جامعة هارفارد. نشر برونر أول مقالة في علم النفس له في عام 1939، وكانت حول تأثير مستخلص الغدة الزعترية على السلوك الجنسي لدى أنثى الجرذ. خدم برونر في قسم الحرب النفسية في لجنة القيادة العليا للقوة الاستطلاعية المتحالفة في أثناء الحرب العالمية الثانية، تحت قيادة الجنرال دوايت أيزنهاور، حيث بحث في الظواهر النفسية الاجتماعية.

## عمله وأبحاثه
عاد برونر إلى هارفارد في عام 1945 بصفة أستاذ علم النفس، وشارك بغزارة في الأبحاث المتعلقة بعلم النفس المعرفي وعلم النفس التربوي. غادر برونر هارفارد في عام 1972 للتدريس في جامعة أكسفورد في المملكة المتحدة. عاد إلى الولايات المتحدة في عام 1980 لمواصلة أبحاثه في علم النفس التنموي. انضم برونر إلى هيئة التدريس في جامعة نيويورك (NYU) في عام 1991، حيث درّس بصفة أساسية في كلية الحقوق.
درس برونر كيف يؤثر علم النفس على الممارسة القانونية بصفته أستاذًا مستخلفًا في كلية الحقوق بجامعة نيويورك. حصل برونر على شهادة الدكتوراه الفخرية خلال مسيرته المهنية من جامعة ييل وجامعة كولومبيا وذا نيو سكول وجامعة باريس ومعهد (ISPA) الجامعي، بالإضافة إلى كليات وجامعات في أماكن مثل برلين وروما، وكان زميلًا في الأكاديمية الأمريكية للفنون والعلوم وعضوًا في الجمعية الأمريكية للفلسفة. كان برونر عضوًا بارزًا في (Psi Chi). بلغ برونر من العمر 100 عام في أكتوبر عام 2015 وتوفي في الخامس من يونيو عام 2016.

### علم النفس المعرفي
برونر هو أحد روّاد علم النفس المعرفي في الولايات المتحدة، والذي بدأ من خلال أبحاثه المبكرة حول الإحساس والإدراك باعتبارهما عمليتين نشطتين لا سلبيتين.
في عام 1947، نشر برونر دراسته «القيمة والحاجة بصفتهما عاملين منظمين في الإدراك»، حيث طُلب من الأطفال من خلفيات ميسورة الحال وأخرى محرومة تقدير حجم عملات معدنية أو أقراص خشبية بحجم السنت الأمريكي والنيكل والدايم وربع الدولار ونصف الدولار. أظهرت النتائج أن القيمة والحاجة التي يربطها الأطفال الفقراء والأغنياء بالعملات المعدنية تسببت في مبالغتهم بدرجة كبيرة في تقدير حجم العملات المعدنية، خاصة عند مقارنتها بتقديراتهم الأكثر دقة للأقراص بنفس الحجم. 
وبالمثل، أظهرت دراسة أخرى أجراها برونر وليو بوستمان أوقات رد فعل أبطأ وإجابات أقل دقة عندما عُكست ألوان الرموز في بعض من بطاقات مجموعة أوراق اللعب (على سبيل المثال: بستوني أحمر وقلوب سوداء). صدرت هذه السلسلة من التجارب في ما أطلق عليه البعض: علم نفس «النهج الجديد»، والذي تحدى علماء النفس ليس لدراسة استجابة الكائن الحي لمحفز فحسب، ولكن لدراسة تفسيره الداخلي أيضًا. حوّل برونر انتباهه بعد هذه التجارب على الإدراك إلى الاستعرافات الفعلية التي درسها بأسلوب غير مباشر في دراساته الإدراكية.
نشر برونر كتاب «دراسة في التفكير» في عام 1956، والذي كان البداية الرسمية لدراسة علم النفس المعرفي. وبعد فترة وجيزة، ساعد برونر في تأسيس مركز هارفارد للدراسات المعرفية. بدأ برونر البحث بعد فترة في موضوعات أخرى في علم النفس، ولكن في عام 1990 عاد إلى الموضوع وألقى سلسلة من المحاضرات، والتي جُمعت لاحقًا في كتاب «أفعال المعنى». في هذه المحاضرات، عارض برونر النموذج الحاسوبي للعقل، ودعا إلى فهم أكثر كلّيّة للعمليات المعرفية.  

### علم النفس التنموي
بدأ برونر في توجيه اهتمامه إلى موضوع علم النفس التنموي بدايةً من عام 1967 تقريبًا، فدرس الطريقة التي يتعلم بها الأطفال. وقد صاغ مصطلح «التسقيل» لوصف عملية تعليمية يقدم فيها المعلم إرشادات مبرمجة بعناية، ويقلل المساعدة مع تقدم الطالب في تعلم المهام. واقترح برونر أن الطلاب قد يختبرون المهام أو «يمثلونها» بثلاث طرق: التمثيل التفاعلي (المبني على الفعل)، والتمثيل الأيقوني (المبني على الصورة)، والتمثيل الرمزي (المبني على اللغة). وبدلًا من المراحل المحددة بدقة، تُدمج أنماط التمثيل ولا تكون متسلسلة على نحو طليق إلا عندما «تترجم» إلى بعضها البعض. ويظل التمثيل الرمزي هو النمط الجوهري، وهو «بكل وضوح الأكثر غموضًا من بين الثلاثة».
وتشير نظرية التعلم التي وضعها برونر إلى أنه من الفعّال، عند مواجهة موضوع جديد، أن نتبع تقدمًا من التمثيل التفاعلي إلى التمثيل الرمزي؛ وهذا ينطبق حتى على المتعلمين البالغين. يشير عمل برونر أيضًا، بوصفه مصممًا تعليميًا حقيقيًا، إلى أن المتعلم (حتى في سن مبكرة للغاية) قادر على تعلم أي موضوع ما دام التعليم منظمًا على نحو لائق، في تناقض صارخ مع معتقدات بياجيه وغيره من منظري المراحل. يقترح برونر نظامًا للترميز مثله كمثل تصنيف بلوم لأهداف التعلم، حيث يشكل الناس ترتيبًا هرميًا من الفئات ذات الصلة. ويصبح كل مستوى أعلى من الفئات أكثر خصوصية، وهو ما يعكس فهم بنجامين بلوم لاكتساب المعرفة فضلًا عن فكرة التسقيل التعليمي ذات الصلة.        
اقترح برونر المنهج الحلزوني وفقًا لهذا الفهم للتعلم، وهو نهج تدريسي يتم فيه إعادة النظر في كل موضوع أو مهارة على فترات، وعلى مستوى أكثر تعقيدًا في كل مرة. أولًا، هناك معرفة أساسية بموضوع ما، ثم يُضاف المزيد من التعقيد، مما يعزز المبادئ التي نوقشت في أول مرة. يُستخدم هذا النظام في الصين والهند. ومع ذلك، فإن منهج برونر الحلزوني يستمد الكثير من نظرية التطور ليوضح كيفية التعلم بشكل أفضل، ولذلك تعرض لانتقادات من المحافظين. في الولايات المتحدة، قُسّمت الفصول وفقًا للصفوف – علوم الحياة في الصف التاسع، والكيمياء في الصف العاشر، والفيزياء في الصف الحادي عشر. يُدرِّس المنهج الحلزوني علوم الحياة والكيمياء والفيزياء كلها في عام واحد، ثم موضوعين، ثم موضوع واحد، ثم الثلاثة مرة أخرى لفهم كيف يُشَكلون معًا. يعتقد برونر أيضًا أن التعلم يجب أن يكون مدفوعًا بالاهتمام بالموضوع، لا بالاختبارات أو العقاب، لأن المرء يتعلم على أحسن وجه إذا ما وجد أن المعرفة المكتسبة جذابة.

### علم النفس التربوي
نشر برونر حين كان في هارفارد سلسلة من الأعمال حول تقييمه للأنظمة التعليمية الحالية والطرق التي يمكن تحسين التعليم بها. نشر كتاب «عملية التعليم» في عام 1961. وعمل برونر بصفة عضو في المجموعة التعليمية للجنة الاستشارية العلمية للرئيس خلال رئاسة ليندون جونسون. كتب برونر في «عملية التعليم» إشارة إلى وجهة نظره الشاملة بأن التعليم لا ينبغي له أن يركز فقط على حفظ الحقائق أن: «معرفة كيف شُكِّل شيء ما تساوي ألف حقيقة عنه». سعى برونر من عام 1964 إلى عام 1996 إلى تطوير منهج كامل للنظام التعليمي من شأنه أن يلبي احتياجات الطلاب في ثلاثة مجالات رئيسة، أطلق عليه: «الإنسان: مسار دراسي». أراد برونر إنشاء بيئة تعليمية تركز على: (1) ما هو بشري بتفرد في البشر، (2) وكيف أصبح البشر على هذا النحو، (3) وكيف يمكن للبشر أن يصبحوا أكثر من ذلك. نشر برونر كتابًا آخر يتعلق بالتعليم في عام 1966، «نحو نظرية في الإرشاد»، ثم نشر في عام 1973 كتابًا آخر، «صِلة التعليم». أعاد برونر أخيرًا تقييم حالة الممارسات التعليمية في عام 1996، في كتاب «ثقافة التعليم»، بعد ثلاثة عقود من بدء أبحاثه التعليمية. كما يُنسب إلى برونر الفضل في المساعدة على تأسيس برنامج هيدستارت (بالإنجليزية: Head Start) لرعاية الأطفال في سن مبكرة. لقد أُعجب برونر بشدة بزيارته في عام 1995 لرياض الأطفال في ريدجيو إميليا، وأقام علاقة تعاونية معهم لتحسين الأنظمة التعليمية على المستوى الدولي. وكانت العلاقة مع وزارة التربية الإيطالية، والتي اعترفت رسميًا بقيمة هذه التجربة المبتكرة، ذات أهمية بنفس القدر.

### تنمية المهارات اللغوية
عُيِّن برونر أستاذًا لعلم النفس التجريبي بجامعة أكسفورد في عام 1972، حيث بقي حتى عام 1980. ركز برونر على تطور اللغة المبكر في أثناء سنواته بجامعة أكسفورد. ورفض التفسير الأصلي لاكتساب اللغة الذي اقترحه نعوم تشومسكي، وقدّم بديلًا في صيغة نظرية تفاعلية أو تفاعلية اجتماعية لتطور اللغة. أكد في هذا النهج على الطبيعة الاجتماعية والتفاعلية للغة، مستشهدًا بأعمال فلاسفة مثل: لودفيج فيتغنشتاين وجون لانجشو أوستن وجون سورل للتأسيس النظري. وإتباعًا لليف فيغوتسكي، المنظر الروسي للتطور الاجتماعي الثقافي، اقترح برونر أن التفاعل الاجتماعي يلعب دورًا أساسيًا في تطور الاستعراف بصفة عامة واللغة بصفة خاصة. وأكد أن الأطفال يتعلمون اللغة من أجل التواصل ويتعلمون أيضًا الشفرة اللغوية في الوقت ذاته. تُكتسب اللغة ذات المعنى في سياق التفاعل الهادف بين الوالدين والطفل، إذ أن التعلم «يُسَقَّل» أو يُدَعَّم بواسطة نظام دعم اكتساب اللغة الخاص بالطفل (LASS).
عمل برونر في أكسفورد مع مجموعة كبيرة من طلاب الدراسات العليا وزملاء ما بعد الدكتوراه لفهم كيفية تمكن الأطفال الصغار من فك الشفرة اللغوية، ومن بين من عمل معهم: أليسون جارتون، وأليسون جوبنيك، وماغدا كالمار (كالمار ماغدا)، وآلان ليزلي، وأندرو ميلتزوف، وأنات نينيو، وروي بيا، وسوزان شوجرمان، ومايكل سكيف، وماريان سيجمان، وكاثي سيلفا وآخرين. صُب تركيزهم بدرجة كبيرة على استخدام طريقة المراقبة المنزلية المسجلة بالفيديو الثورية آنذاك، إذ شق برونر الطريق لموجة جديدة من الباحثين للخروج من المختبر والاضطلاع بتعقيدات الأحداث التي تحدث بشكل طبيعي في حياة الطفل. نُشِر هذا العمل في عدد كبير من المقالات الصحفية، ونشر برونر في عام 1983 ملخصًا في كتاب «حديث الطفل: تعلم استخدام اللغة».
أدى هذا العقد من الأبحاث إلى ترسيخ برونر في قيادة النهج التفاعلي لدراسة تطور اللغة، إذ استكشف موضوعات مثل اكتساب النوايا التواصلية وتطوير التعبير اللغوي عنها، والسياق التفاعلي لاستخدام اللغة في مرحلة الطفولة المبكرة، ودور المدخلات الأبوية وسلوك التسقيل في اكتساب الأشكال اللغوية. ويستند هذا العمل إلى افتراضات النظرية البنائية الاجتماعية للمعنى، والتي تنص على أن المشاركة الهادفة في الحياة الاجتماعية للمجموعة وكذلك الاستخدام الهادف للغة ينطويان على عملية تعاونية بين الأشخاص وبينذاتية لخلق معنى مشترك. وأصبح إيضاح هذه العملية محور عمل برونر في الفترة التالية.

### البناء السردي للواقع
عاد برونر إلى الولايات المتحدة في عام 1980، وتولى منصب أستاذ في ذا نيو سكول للأبحاث الاجتماعية في مدينة نيويورك في عام 1981. وعلى مدى العقد التالي، عمل على تطوير نظرية البناء السردي للواقع، وانتهت إلى العديد من المنشورات الرائدة التي ساهمت في تطوير علم النفس السردي. وقد تم الاستشهاد بكتابه «أفعال المعنى» أكثر من 20000 مرة، تلاه كتاب «العقول الفعلية والعوالم المحتملة» الذي تم الاستشهاد به في أكثر من 18000 منشور علمي، مما يجعلهما اثنين من أكثر الأعمال تأثيرًا في القرن العشرين. ناقش برونر في هذين الكتابين أن هناك شكلين من التفكير: التفكير النموذجي والتفكير السردي. الأول هو أسلوب العلم ويستند إلى الترتيب والتصنيف. ينظم النهج السردي البديل التفسيرات اليومية للعالم في شكل قصصي. التحدي الذي يواجه علم النفس المعاصر هو فهم هذا الشكل اليومي من التفكير.

## روابط خارجية
- جيروم برونر على موقع الموسوعة البريطانية (الإنجليزية)
- جيروم برونر على موقع الموسوعة البريطانية (الإنجليزية)